# Ware (Massachusetts)
Ware és un poble els Estats Units a l'estat de Massachusetts. Segons el cens del 2000 tenia 9.707 habitants.

## Demografia
Segons el cens del 2000, Ware tenia 9.707 habitants, 4.027 habitatges, i 2.597 famílies. La densitat de població era de 108,9 habitants/km².
Dels 4.027 habitatges en un 29,8% hi vivien nens de menys de 18 anys, en un 46,8% hi vivien parelles casades, en un 12,3% dones solteres, i en un 35,5% no eren unitats familiars. En el 29,1% dels habitatges hi vivien persones soles el 12,5% de les quals corresponia a persones de 65 anys o més que vivien soles. El nombre mitjà de persones vivint en cada habitatge era de 2,41 i el nombre mitjà de persones que vivien en cada família era de 2,96.
Per edats la població es repartia de la següent manera: un 24,7% tenia menys de 18 anys, un 8,1% entre 18 i 24, un 29,3% entre 25 i 44, un 22,8% de 45 a 60 i un 15,1% 65 anys o més.
L'edat mediana era de 38 anys. Per cada 100 dones de 18 o més anys hi havia 91,6 homes.
La renda mediana per habitatge era de 36.875 $ i la renda mediana per família de 45.505$. Els homes tenien una renda mediana de 37.462 $ mentre que les dones 25.733$. La renda per capita de la població era de 18.908$. Entorn del 8,4% de les famílies i l'11,2% de la població estaven per davall del llindar de pobresa.